# Akhteruzzaman Elias
Akhteruzzaman Elias (bengalí: আখতারুজ্জামান ইলিয়াস, a veces también transliterado como Ākhatārujjāmāna Iliẏāsa y Akhtaruzzaman Ilias) (Gotia, Distrito de Gaibandha, Bangladés; 16 de febrero de 1943 - 4 de enero de 1997) fue un escritor bangladesí de novela y cuento. A pesar de haber escrito apenas dos novelas, los críticos lo sitúan en el panteón de los grandes novelistas bangladesies, posiblemente el segundo tras Syed Waliullah.

## Biografía
Akhteruzzaman Elias nació en casa de su tío materno en el pueblo de Gotia, en el Distrito de Gaibandha, Bangladés. Su hogar paterno estaba en Chelopara, cerca del pueblo de Bogra. Su padre, Badiuzzaman Muhammad Elias, fue miembro de la Asamblea Provincial de Bengala Oriental entre 1947 y 1953 y Secretaria Parlamentario de la Liga Musulmán. En 1958, Akhteruzzaman Elias completó su matriculación, año final de estudios secundarios, en la Escuela Bogra Zilla, y más tarde sus estudios intermedios en el Colegio de Daca en 1960, y su estudios de licenciatura y maestría de la Universidad de Daca en 1964.

## Obras
A pesar de no haber escrito varias obras literarias, Akhteruzzaman Elias es considerado uno de los escritores más prominentes de Bangladés. Escribió dos novelas y veintidós relatos. Su primera novela, El soldado en el ático, detalla un viaje psicológico de un hombre durante el periodo turbulento previo a la independencia de Bangladés, en 1971. Esta novela contiene lo que posiblemente sea la descripción más auténtica de la vida en Puran Daca, la parte vieja y distintiva de Daca. Su segunda novela, Historia de sueños, muestra una escena sociopolítica del campo en el Bangladés previo a su partición.

### Novelas
- El soldado en el ático (চিলেকোঠার সেপাই, Cilekoṭhāra sepāi, 1987)
- Historia de sueños (খোয়াবনামা, Khoyābanāmā, 1996)

### Relato
- Anyaghare Anyastar (অন্য ঘরে অন্য স্বর, 1976)
- Khōyāri (খোঁয়ারি, 1982)
- Guerra en la leche y el arroz (দুধভাতে উৎপাত, Dudhbhate Utpat, 1985)
- Cuentos cortos (Galpasaṃgraha, 1993)
- El calor del infierno (দোজোখের ওম, Dōjokher Ōm, 1996)
- Jal Sopno, Sopner Jal (জাল স্বপ্ন, স্বপ্নের জাল, 1997)

### Ensayo
- Puente roto en la cultura (সংস্কৃতির ভাঙ্গা সেতু, Saṃskr̥tira bhāṅā setu, 1999)